# Go Yoo-min
Go Yoo-min (Koreanska: 고유민), född den 9 februari 1995 i Pohang, död den 31 juli 2020 i Gwangju var en sydkoreansk professionell damvolleybollspelare. Hon spelade under hela sin aktiva proffskarriär för Suwon Hyundai Engineering & Construction Hillstate i sydkoranska V-League.

## Biografi
Go Yoo-min föddes i Pohang i sydöstra Sydkorea. Efter att ha lett sitt lag från Daegu Girls' High School till vinst i en nationell volleybollturnering, värvades hon inför säsongen 2013 till Suwon Hyundai Engineering & Construction Hillstate i sydkoranska V-League. I Suwon  spelade Go Yoo-min främst som vänsterspiker, och hade nummer 7 på tröjan. Efter totalt sju säsonger i klubben valde hon i mars 2020 att abrupt avsluta sin karriär, endast 25 år gammal. 

 
Den 31 juli 2020 hittades Go Yoo-min död is sitt hem i Gwangju av en tidigare lagkamrat. Hon misstänks att ha begått självmord. .

## Klubblagskarriär
Suwon Hyundai Engineering & Construction Hillstate (2013-2020)
- V-League

Vinnare (1): 2015–16
- KOVO Cup

Vinnare (2): 2014, 2019